# Eckhard Corsmeyer
Eckhard Corsmeyer (* 12. März 1959 in Gütersloh) ist ein deutscher Jurist. Er ist seit Dezember 2019 Präsident des Oberverwaltungsgerichts Mecklenburg-Vorpommern.

## Leben und Wirken
Corsmeyer trat nach Abschluss seiner juristischen Ausbildung im September 1991 in den Justizdienst des Landes Mecklenburg-Vorpommern ein. 1994 wurde er zum Richter am Verwaltungsgericht Greifswald ernannt. Nach Abordnungen an das Oberverwaltungsgericht Mecklenburg-Vorpommern erfolgte im Jahr 2000 seine Ernennung zum Vorsitzenden Richter am Verwaltungsgericht Greifswald. Von 2008 bis 2009 war Corsmeyer an das Justizministerium Mecklenburg-Vorpommern abgeordnet. Anschließend wurde er zum Vizepräsidenten des Verwaltungsgerichts Greifswald ernannt. 2018 übernahm er das Amt des Präsidenten des Verwaltungsgerichts Greifswald. Seit dem 16. Dezember 2019 ist Corsmeyer Präsident des Oberverwaltungsgerichts Mecklenburg-Vorpommern.